# Курчумський
Курчу́мський (рос. Курчумский, удм. Курчум починка) — починок в Малопургинському районі Удмуртії, Росія.
Урбаноніми:
- вулиці — В.Татаринова, Лісова, Радянська, Річкова

## Населення
Населення — 37 осіб (2010; 45 в 2002).
Національний склад станом на 2002 рік:
- удмурти — 65 %